# Alexander Perls
Alexander Perls (Boston, Massachusetts, 11 mei 1976), is een Amerikaans musicus en producer van Duitse afkomst. Hij is vooral in de tweede helft van de jaren 00 bekend geworden door zijn projecten 009 Sound System en Aalborg Soundtracks op YouTube, die hij zelf volledig heeft geschreven, uitgevoerd en geproduceerd.

## Levensloop
Perls is een neef van Nick Perls, de oprichter en eigenaar van Yazoo Records. In 1997 studeerde hij aan de Britse universiteit University College London, waarbij hij samenwerkte met de post-rock groep Piano Magic. Een jaar later studeerde hij af van het Oberlin College in Oberlin, Ohio, waarna hij sindsdien een carrière maakte als songwriter.
Hij heeft sinds 2000 veel geproduceerd voor Europese muziek en heeft daardoor samengewerkt met veel bekende artiesten, zoals Paul van Dyk, David Guetta en Ian Carey. Hij was tevens tot 2005 een van de twee leden van het muziekduo Circ, samen met Madelin Zero. Hun beste resultaat was het bereiken van plaats 53 in de Musikmarkt Top 100 in 2003.
Bekend werd hij pas begin 2007 met zijn project 009 Sound System: rond die tijd begon de internetwebsite YouTube met het introduceren van het programma Audioswap, waarbij je je favoriete liedje naar keuze gratis als achtergrond op een filmpje kan gebruiken, zonder claims van copyrights. Hij was een van de artiesten destijds die zijn muziek op Audioswap introduceerde, waardoor liedjes van 009 Sound System eindeloos gebruikt mochten worden. Het werd zelfs zo veel gebruikt, dat het de meest gebruikte nummers op Audioswap van 2007 tot en met 2009 waren (mede door het feit dat de nummers eindeloos bovenaan de top van de speellijst van Audioswap bleven staan). De bekendste liedjes van dat project zijn Dreamscape, Trinity, With A Spirit, Holy Ghost, Space and Time en Born to be Wasted (doordat gebruikers voorkeur hadden voor de wat snellere liedjes), waarvan het eerstgenoemde nummer door YouTubers vaak genoemd wordt als het 'onofficiële volkslied van YouTube'. Ietwat minder gebruikte nummers zijn Killer With A Thousand Faces, Violate, Number Two en Speak to Angels. Deze nummers zijn in meer dan twee miljoen verschillende YouTube-video's gebruikt.

## Discografie

### Albums
- 009 Sound System (2009)

### Singles
- Dreamscape (2006)
- Space and Time (2006)
- Trinity (2006)
- Music and You (2007)
- Speak to Angels (2009)
- Within a Single (2009)
- Beat of the Moment (2010)
- When You're Young (2011)
- Powerstation (2011)
- Wings (extended edit) (2012)

### Producer
- Paul van Dyk - White Lies (2007)
- Ian Carey - Get Shaky (2010)